# Giorgio Ottone Levitz
Giorgio Ottone Levitz (Trieste, 7 maggio 1922 – Rodi, 20 settembre 1944) è stato un militare, aviatore e partigiano italiano, decorato di medaglia d'oro al valor militare alla memoria nel corso della seconda guerra mondiale.

## Biografia
Nacque a Trieste il 7 maggio 1922. Nel luglio 1940 lasciò la famiglia e il lavoro presso un noto studio fotografico della sua città natale per arruolarsi volontario nella Regia Aeronautica in qualità di allievo elettricista. Frequentati i corsi presso le Scuole specialisti di Novara e di Napoli, fu destinato, nell'agosto 1941, a prestare servizio sull'isola di Rodi in forza all'Aviazione dell'Egeo. Assegnato all'aeroporto di Gadurrà e nominato aviere scelto elettricista, fu trasferito nel settembre dell’anno successivo sull'altro aeroporto presente sull'isola, quello di Marizza, dove si trovava all'atto della proclamazione dellarmistizio dell'8 settembre 1943.
Il giovane aviere era riuscito a sfuggire alla cattura da parte dei tedeschi e si era dato alla macchia. Quando incontrò casualmente un suo compagno, già militante nella Resistenza greca, l'amico gli propose di mettere a frutto la sua esperienza in comunicazioni. Gli suggerì di farsi assumere dalla stazione radio tedesca locale, allo scopo di trasmettere segretamente informazioni al Comando inglese, cosa che accettò con entusiasmo, fingendo di mettersi a disposizione dei tedeschi e, per quasi un anno, assolse con grande audacia al rischiosissimo compito che si era assunto. Purtroppo i servizi di sicurezza nazisti finirono per scoprire la vera attività del coraggioso radiotelegrafista italiano.
Arrestato, venne a lungo sottoposto a tortura, perché dicesse dei suoi collegamenti con la Resistenza; ma il giovane non parlò e fu consegnato al plotone d'esecuzione con Osvaldo Remotti. Dopo la morte ebbe la promozione a primo aviere con anzianità 1º marzo 1943.